# Comarca di Oviedo
La comarca di  Oviedo  è una delle otto comarche  delle Asturie. Il capoluogo è Oviedo.

## Composizione
Si compone di 21 comuni:
| - Belmonte de Miranda - Bimenes - Cabranes - Grado - Morcín - Las Regueras - Llanera - Nava - Noreña - Oviedo | - Proaza - Quirós - Ribera de Arriba - Riosa - Salas - Santo Adriano - Sariego - Siero - Somiedo - Teverga - Yernes y Tameza |  |